# زبان ارزیا
زبان ارزیا (به انگلیسی: Erzya language)(به روسی: эрзянь кель) از زبان‌های اورالی رایج در روسیه و کشورهای آسیای مرکزی و اروپایی است که نزدیک به پانصدوبیست هزار تن گویشور دارد.زبان ارزیا در جمهوری خودمختار موردوویا بهمراه زبان موکشا و روسی یکی از سه زبان رسمی بشمار می‌رود.این زبان به الفبای سیریلیک نوشته می‌شود و به گروه زبان‌های موردوینی اورالی تعلق دارد.